# Пісня про Гільдебранда
Пісня про Гільдебранда — найдавніша пам'ятка германської літератури, зразок героїчного епосу. За жанром — героїчна пісня. Записана у ІХ столітті, належить до раннього середньовіччя.
До нас дійшов лише уривок, в котрому розповідається про битву двох військ, на чолі котрих стоять батько Гільдебранд і син Гадубранд. З інших джерел дізнаємося, що батько змушений був покинути жінку та малолітнього сина, а повернувся лише через 30 років.
На кордоні зустрілися два війська. Дізнавшись ім'я воєводи, Гільдебранд розуміє, що це його син. Тому пропонує уникнути сутички. Гадубранд зі своїм молодецьким запалом прагне битися, не визнає у чужинцеві батька, адже йому казали, що той давно загинув. Гадубранд вважає свого супротивника хитрим брехуном та боягузом, котрий ще й начебто насмілився ганьбити честь покійного Гільдебранда. Подібні звинувачення вважалися найгіршим глумом для воїна. Розпочинається двобій. Тут текст обривається. Деякі джерела стверджують, що поєдинок закінчився смертю Гадубранда — батько убив сина.